# Cirrhilabrus filamentosus
 Cirrhilabrus filamentosus és una espècie de peix de la família dels làbrids i de l'ordre dels perciformes.

## Morfologia
Els mascles poden assolir els 8 cm de longitud total.

## Distribució geogràfica
Es troba al Mar de Java (Indonèsia).